# كاميلو مونروي
كاميلو مونروي (بالإسبانية: Camilo Monroy)‏ (25 سبتمبر 1998 في كولومبيا - ) هو لاعب كرة قدم كولومبي في مركز الهجوم. لعب مع هيوستن دينامو.

## وصلات خارجية
- كاميلو مونروي على موقع قاعدة بيانات كرة القدم.إي يو (الإنجليزية)
- كاميلو مونروي على موقع Soccerway.com (الإنجليزية)